# Orophotus bokorus
Orophotus bokorus là một loài ruồi trong họ Asilidae. Orophotus bokorus được Tomasovic & Smets miêu tả năm 2007. Loài này phân bố ở miền Ấn Độ - Mã Lai.